# Pečvar
Pečvar (mađ. Pécsvárad, nje.Fünfkirchenwardein, Petschwar) je selo u južnoj Mađarskoj.
Zauzima površinu od 36,03 km četvorna.

## Zemljopisni položaj
Nalazi se na 46°9'35" sjeverne zemljopisne širine i 18°25' istočne zemljopisne dužine na istoku gorja Mečeka. Cestom br. 6 u pravcu jugozapada se nalazi Pečuh, a u istom pravcu, na istoj cestovnoj prometnici u neposrednom susjedstvu se nalazi Vakonja. Imeš je udaljen 16 km. Jetinj je 3 km istočno, Martofa je 4,5 km južno, a Palija 2,5 km istočno.

## Upravna organizacija
Upravno je sjedište Pečvarske mikroregije u Baranjskoj županiji. Poštanski broj je 7720.

## Promet
Pečvar se nalazi na željezničkoj prometnici Pečuh – Bacik. U gradu se nalazi željeznička postaja, a velika postaja se nalazi 1 km zapadnije od grada, kod jezera Dombay.

## Stanovništvo
Pečvar ima 4.087 stanovnika (2001.). 

### Poznati stanovnici
- János Kodolányi, mađ. književnik
- Endre Nemes, mađ.-šve. slikar

## Gradovi prijatelji
- Külsheim
- Hausmannstätten

## Vanjske poveznice
- (mađ.) Pečvar
- (mađ.) Légifotók Pécsváradról
- (mađ.) Térkép Kalauz – Pécsvárad
- (mađ.) Pécsvárad.lap.hu - linkgyűjtemény
- Pečvar na fallingrain.com